# Liste des souverains des îles Raiatea, Huahine et Bora-Bora

Les îles Sous-le-Vent.

Liste des souverains des îles de Raiatea, Huahine, Bora-Bora et de leurs dépendances (XVIIIe - XIXe).
Les îles de Raiatea, Huahine et Bora-Bora appelées également Iles Sous-le-Vent sont un groupe d'îles qui font partie de l'archipel de la Société, l'un des cinq archipels de la Polynésie française. Ces dernières se trouvent au nord-ouest des îles du Vent, l'autre groupe des îles de la Société, qui inclut Tahiti.

## Histoire
Au début du XIXe siècle, le groupe des îles-Sous-Le-Vent forment trois monarchies indépendantes qui vont perdre progressivement leurs souverainetés au profit d'une puissance coloniale, la France.
Le titre officiel des souverains de ces îles a évolué.
Jusqu'à l'unification (fin XVIIIe siècle à 1823), chacune d'elles était divisée en huit voire dix chefferies indépendantes gouvernées par des "ari'i" ou "chefs", ceux-là mêmes se trouvant vassaux d'un chef suprême appelé "Ari'i Rahi" ou "Grand-chef".
C'est par ce titre que les souverains suprêmes de ces îles sont désignés jusqu'à l'édition des premières lois écrites (1821 et 1823) qui sanctionnent la naissance d’États centralisés et chrétiens (protestants).
De plus, prenant exemple du modèle du nouveau royaume de Pomare (fondé sur la monarchie britannique), les souverains régnants : les grand-chefs Tamatoa de Raiatea-Tahaa, Teriimaevarua (Tapoa II) de Bora-Bora et la grande-cheffesse Teriitaria de Huahine adoptent officiellement le titre de "arii" et "arii vahine" ("roi" et "reine").
Quant aux anciens ari'i ou "chefs" des chefferies traditionnelles, ils portent dès lors le titre de Tavana (de l'anglais governor), représentant du pouvoir central dans les districts .
Érigées en royaumes, ces anciennes grandes-chefferies demeurent indépendantes (reconnue en 1847)  jusqu'en mars 1888 où le gouverneur français des Établissements français de l'Océanie Théodore Lacascade (1886-1893) déclare l'annexion de ces îles à la France  sans toutefois l'aval de l'ensemble des autorités et habitants de ces îles. Alors que cet acte marque le début de la guerre d'indépendance des Iles Sous-le-Vent conduite par le chef Teraupoo de Raiatea, les îles de Huahine et Bora-bora sont soumises à une forme de protectorat français jusqu'en 1895.
Enfin, après de multiples négociations avec les autorités locales, le nouveau gouverneur des Établissements français de l'Océanie, Papinaud (1893-1895), obtient l'abdication des Reines de Huahine et Bora-Bora ,. Il faut encore attendre deux années (1897) pour que les îles de Raiatea et Tahaa acceptent la domination française. Le Parlement français peut finalement ratifier l'annexion de ces îles en 1898.
Les anciens royaumes de Raiatea, Huahine et Bora-Bora ainsi que leurs dépendances respectives sont organisés en un établissement distinct sous la haute autorité du gouverneur des Établissements Français de l'Océanie suivi de la mise en place d'un système juridique propre (Code de l'indigénat)  qui restera en vigueur jusqu'en 1946, année de la proclamation de la citoyenneté française à l'ensemble des sujets des colonies françaises.

## Souverains de Raiatea et dépendance (1821 - 1888)

Drapeau du royaume de Raiatea (1847-1880).

L'île de Raiatea et dépendances reste indépendante jusqu'en 1880. Protectorat français de 1880 à 1888, annexée en 1888, l'île devient officiellement colonie française en 1898, comme partie de la colonie de Tahiti qui sera dénommée ensuite établissements français de l'Océanie (1903-1946).
| Nom de Règne        | Naissance - Décès                     | Règne                        | Note |
| ------------------- | ------------------------------------- | ---------------------------- | --- |
| Uuru                | 1735 – 1790                           | 1755-1777                    | Ari'i rahi ou Grand chef ou Chef suprême ou Roi par voie héréditaire de Raïatea. Puni ayant conquis Raïatea avant 1769, il conserva son titre mais son pouvoir fut confiné à son district de Opoa où il possédait des terres (Fenua). il rencontra James Cook en juin 1774 à Raiatea. Cook le nomma " Oo-oo-rou". Cook le rencontra à nouveau en 1777 à Huahine et il nous informa que Uuru avait gardé ses insignes de noblesse et vivait comme un roi. |
| Tamatoa III         | 1757 – juin 1831                      | 1815 - juin 1831             | Il succéda à son père Uuru vers 1777 et devint Chef du district d'Opoa sous la suzeraineté de Puni puis de Tapoa I. À la mort de Tapoa I fin septembre 1812, il recouvrit la souveraineté entière de l'île de Raïatea et devint Ari'i Rahi ou Grand-chef, ou Chef suprême, ou Roi de Raïatea. En 1815, il décida d'établir le christianisme sur l'ile de Raïatea et d'abandonner l'idolâtrie. Les mécontents s'allièrent au régent Fenuapeho de Tahaa pour exterminer le parti chrétien. Une bataille eut lieu. Fenuapeho fut battu et Tamatoa devint Roi de Raiatea et Tahaa. Fenuapeho fut autorisé à conserver son titre de chef et régent de Tahaa pour le compte du jeune Tapoa petit fis de Tapoa I et futur époux de Pomare IV. Vers Avril 1831, Fenuapeho mourut. Son successeur Tapoa II époux de Pomare IV influencé par des membres de l'église de Raïatea, se rallia aux gens de Faanui à Borabora pour retirer Tahaa du gouvernement de Raïatea et le donner ensuite au gouvernement de Bora Bora. Il défia Tamatoa III qui tomba malade peu de temps après et mourut vers mi-juin 1831.                                                   |
| Tamatoa IV          | 1795 - 23 mai 1857                    | juin 1831 - 23 mai 1857      | Moeore succéda à son père et s'opposa à Tapoa II. Il fut soutenu par les chefs de Huahine. Le 3 avril 1832, Tapoa II fut battu à Vaitoare sur l'île de Tahaa. Moeore fut intronisé roi de Raïatea et Tahaa le 8 juin 1838. En 1844, il donna asile à sa nièce Pomare IV qui fut complètement dépouillée de sa souveraineté intérieure par Dupetit-Thouars. En 1851, il voulut se mettre au-dessus des lois en retirant tous les chefs de district et en plaçant des gens de sa famille à leur place. L'un deux Temarii s'opposa à lui. Une bataille eut lieu le 24 mars 1852 à Tevaitoa. Moeore fut battu et contraint de reconnaître le gouvernement des rebelles appelé "Hau Raïatea". Il rétablit le "Hau Arii" ou gouvernement familial sur son district héréditaire d'Opoa et voulut l'imposer à Temarii. Un affrontement eut lieu le 23 août 1853. Moeore fut battu, détrôné le 30 août 1853 et banni à Huahine. Temarii fut élu roi. En avril 1855, les chefs furent mécontents de Temarii et décidèrent de le juger et de le déposer. Le 4 juin 1855, Moeore fut rappelé par le peuple pour reprendre les rênes du royaume de Raïatea et Tahaa. |
| Tamatoa V           | 23 septembre 1842 – 30 septembre 1881 | 23 mai 1857 - 8 février 1871 | Petit-neveu du précédent, arrière-petit-fils de Tamatoa III. Fils cadet de Pomare IV, reine de Tahiti. Intronisé le 19 août 1857. Impopulaire, il est déposé par ses sujets et exilé à Maiao en 1869. |

Drapeau du protectorat français de Raiatea (1880-1888).

| Tahitoe             | 1810 – 10 06 1887                     | 08 février 1871 25 mars 1881 | Fils du prince Hihipa, frère cadet de Tamatoa III. Désigné roi de Raiatea en 1871. Intronisé le 1 aout 1872. Protectorat français en 1880. Déposé en 1881 par ses notables. Exilé à Bora-Bora. |
| Tehauroarii         | 1855 – 18 mars 1884                   | 25 mars 1881 - 18 mars 1884  | Fille aînée du précédent. Succède à son père à la suite d'une guerre civile. Intronisée le 13 avril suivant. Décède trois ans plus tard. |
| Tamatoa VI          | 7 juin 1853 – 15 septembre 1905       | 18 mars 1884 - 17 mars 1888  | Prince royal de Huahine, petit-fils de Moe'ore Tamatoa IV de Raiatea. Intronisé le 22 janvier 1885. Déposé à la suite de l'annexion de son royaume par la France en 1888. |
| Tuariitaumataiterai | 1860– 12 mars 1911                    | 17 mars 1888 - 12 mars 1911  | Fille cadette du roi Tahitoe. Proclamée reine d'un gouvernement dissident. Elle est appelée Reine d'Avera, Avera étant un district de Raiatea. Elle accepte finalement l'annexion française. |

## Souverains de Huahine et dépendance (1760 - 1895)
L'île de Huahine et Maia'o, sa dépendance, demeure indépendante jusqu'en 1888 pour finalement devenir colonie française en 1898.
| Nom de Règne    | Naissance - Décès              | Règne                           | Note |
| --------------- | ------------------------------ | ------------------------------- | --- |
| Tehaapapa I     | 1735 – 1790                    | 1760 - 1777                     | Premier souverain de l'île de Huahine unifiée. Porte le titre de "Ari'i Rahi vahine" ou "Grande cheffesse" de 1760 à 1790. |
| Teriitaria I    | 1767 – 1790                    | 1777 - 1790                     | Fils de Tehaapapa I et de Rohianuu (frère cadet de Mato). Prend le nom de Teriitaria. "Ari'i Rahi" ou "Grand-chef". Son père était Tereroa était décédé à sa naissance , Il est sous la régence son oncle Oree de 1767 à 1777 puis de sa mère,. Il est détrôné par ses cousins, Tenania et Mahine (fils de Mato) et disparait avec sa mère des mémoires vers 1890. |
| Tenani'a        | 1762 -26 janvier 1814          | 1790-1810                       | Cousin de Teriitaria I. Il est fils d'un second lit du prince Mato de Raiatea. Chef principal de Huahine 1790 à 1810. Il se maria à Itia en 1799 puis se retira à Moorea avec son épouse. Itia mourut le 16-01-1814 à Eimeo et Tenania 10 jours plus tard le 26-01-1814                                                                                            |
| Mahine Teheiura | 1761 – 2 février 1838          | 1790 - 1815                     | Frère de Tenania. Chef principal de Huahine de 1790 à 1810, puis roi de Huahine de 1810 à 1815. Il abdiqua en 1815 en faveur de sa nièce la princesse Teriitaria II de Raiatea. |

Drapeau du royaume de Huahine (1847-1888).

| Teriitaria II   | 1790 – 1858                    | 1815 - 26 décembre 1851         | Nièce du précédent et petite-fille de Tehaapapa I. "Ari'i Rahi vahine" ou Grande-cheffesse de Huahine de 1815 à 1822. Dès 1822, l'île se dote de lois écrites. Le protestantisme est religion officielle du nouveau royaume. Porte le titre de "Ari'i vahine " ou reine de Huahine jusqu'à sa destitution en 1852.                                                 |
| Ari'imate       | 1824 – 14 avril 1874           | 5 janvier 1852 - 7 juillet 1868 | "Ari'i" ou roi de Huahine. Il succède à la précédente à la suite d'une rébellion des chefs, de la noblesse, et du peuple de Huahine contre la reine. Déposé à son tour en septembre 1868. Son épouse lui succède. |
| Tehaapapa II    | 1824 – 28 mai 1893             | 8 juillet 1868 - 28 mai 1893    | Ari'i Vahine ou reine de Huahine. Nièce de la reine Teriitaria II. Son règne est marqué par l'établissement d'une sorte de protectorat (sans en être un) français sur le royaume en 1888. Déposée, elle est rétablie en 1890. |
| Marama Teururai | 17 décembre 1851 – 7 juin 1909 | Mars 1884 - 15 septembre 1895   | Ainé des fils des souverains de Huahine, il est régent et premier ministre de Huahine sous le règne de sa mère et celui de sa fille aînée. Renonce au trône. |
| Teuhe           | 1838 – 21 août 1891            | 22 mars 1888 - 22 juillet 1890  | Proclamée reine de Huahine en 1888 à la tête d'un gouvernement dissident. Son gouvernement résiste jusqu'en 1890. Déposée en juillet de cette année par son frère Marama Teururai, elle est exilée à Tahiti où elle décède un an plus tard. |
| Tehaapapa III   | 8 août 1879 – 27 avril 1917    | 28 mai 1893 - 15 septembre 1895 | "Ari'i Vahine" ou Reine de Huahine. Fille aînée du Prince Marama. Succède à sa grand-mère en 1893. Elle abdique le 15 septembre 1895. Dernière reine de Huhaine. |

## Souverains de Bora Bora et dépendance (1821 - 1895)
L'île perd son indépendance en 1888 pour intégrer officiellement le domaine colonial français en 1898.

Drapeau du royaume de Bora Bora (1847-1888).

| Nom de Règne      | Naissance - Décès              | Règne                               | Note |
| ----------------- | ------------------------------ | ----------------------------------- | --- |
| Tapoa II          | 1810 – juillet 1860            | 30 Sept 1840 - juillet 1860         | Premier "Ari'i" ou Roi de Bora-Bora et Tahaa. Perd la souveraineté de Tahaa après une guerre contre le royaume de Raiatea (1830). Vaincu, il est roi de Bora Bora, Maupiti et dépendance. Premier époux de la reine Pomare IV de Tahiti. |
| Teriimaevarua II  | 23 mai 1841 – 12 février 1873  | 26 juillet 1860 - 12 février 1873   | Fille unique de Pomare IV. Adoptée par le Roi de Bora-Bora. |
| Teriimaevarua III | 28 mai 1871 - 19 novembre 1932 | 12 février 1873 - 21 septembre 1895 | Fille adoptive et nièce de la précédente. Règne sous la régence de son oncle, époux de la précédente souveraine. Accepte le protectorat français en 1888. Abdique en 1895 dans les mains de la France.                                   |